# Natural Resources Canada
El Departamento de Recursos Naturales (en inglés Department of Natural Resources y en francés Ministère des Ressources naturelles), que operan bajo el título de la FIP aplicada Recursos Naturales de Canadá (en inglés Natural Resources Canada, NRCan), es el ministerio del gobierno de Canadá, responsable de los recursos naturales, la energía, los minerales y metales, los bosques, las ciencias de la tierra, cartografía y teledetección (es la agencia cartográfica nacional de Canadá). Fue creado en 1995 mediante la fusión de los departamentos ya desaparecidos de Energía, Minas y Recursos y Bosques. Recursos Naturales de Canadá (NRCan) trabaja para asegurar el desarrollo responsable de los recursos naturales de Canadá, incluyendo la energía, los bosques, los minerales y metales. Recursos Naturales de Canadá «Mejora la calidad de vida de los canadienses creando ventajas de los recursos sostenibles».